# Grantham
Grantham is een kleine stad in het district South Kesteven, in het graafschap Lincolnshire in Engeland. De plaats telt 34.592 inwoners.
De stad heeft zich ontwikkeld aan de rivier Witham. Het merendeel van de beroepsbevolking werkt in de stad en de omgeving. De East Coast Main Line is een belangrijke spoorverbinding voor forenzen die in Londen werken. 
Beroemde (oud-)inwoners van Grantham zijn Isaac Newton, die The King's School bezocht die nog steeds bestaat, en Margaret Thatcher die daar geboren was en leerling was van de Kesteven and Grantham Girl's School.

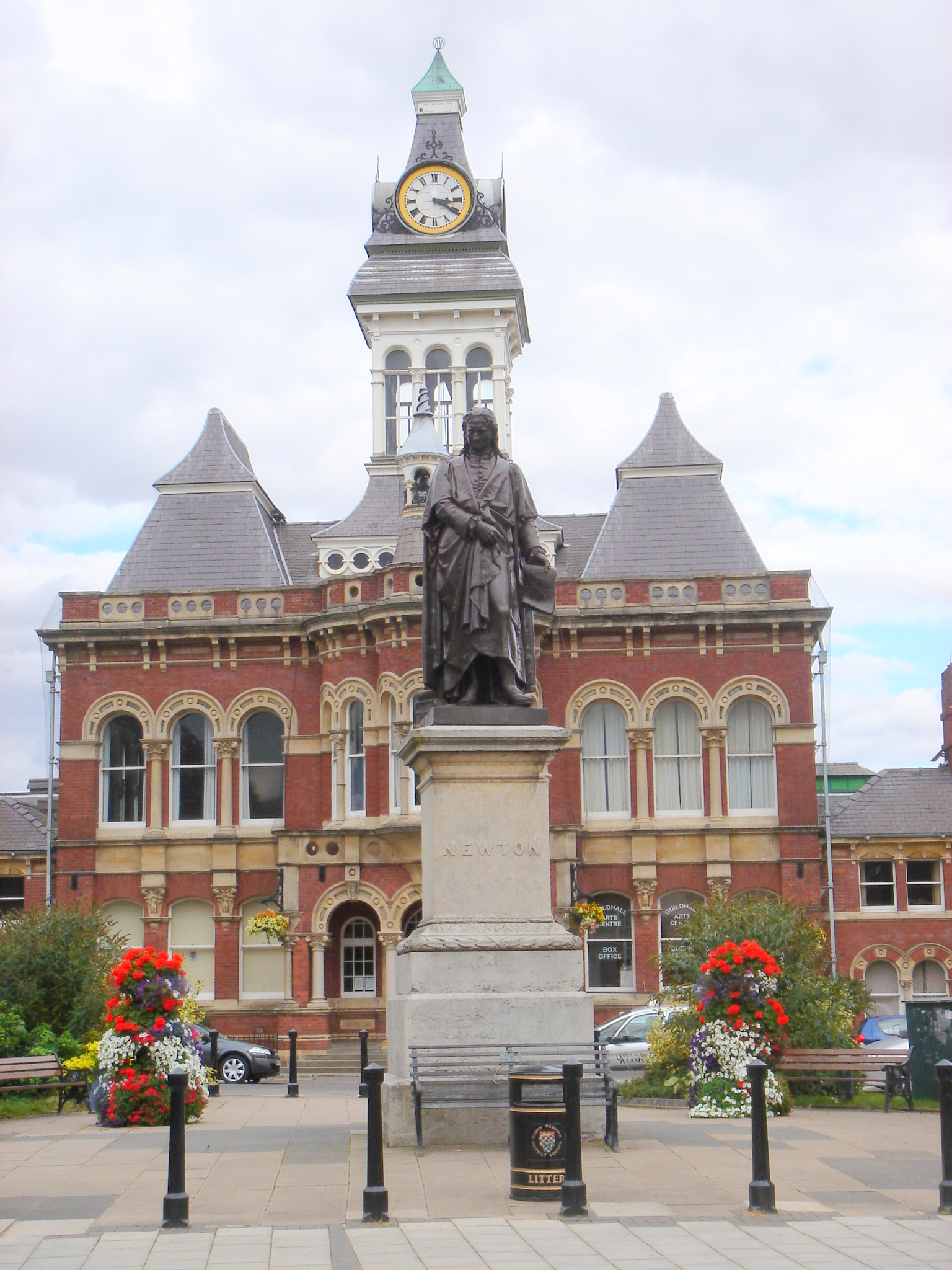
Gemeenschapshuis

## Geboren in Grantham
- Charles Dixon (1873-1939), tennisspeler
- Nicholas Parsons (1923-2020), presentator en komiek
- Margaret Thatcher (1925-2013), premier van het Verenigd Koninkrijk
- Nicholas Maw (1935-2009), componist
- Patrick Bamford (1993), voetballer